# Osphya essigi
Osphya essigi là một loài bọ cánh cứng trong họ Melandryidae. Loài này được Van Dyke miêu tả khoa học năm 1928.